# 숲꺅도요
숲꺅도요(wood snipe, Gallinago nemoricola)는 북부 인도, 네팔, 부탄, 중화인민공화국 남부 지역에 서식하는 도요새 종이다. 겨울에는 히말라야 산맥의 더 낮은 고도에서 볼 수 있으며 적은 수는 베트남 북부를 정기적으로 찾는다. 인도 중부/남부, 스리랑카, 방글라데시, 미얀마, 태국 북부, 라오스에서도 부랑한다.
색은 어두운 편이며 길이는 28~32센티미터에 이르고 부리는 짧고 둥근 편이다.
이 종은 10,000마리 미만의 개체수를 보이고 있어 위기종으로 분류된다.

## 참고 문헌
- BirdLife Species Factsheet 보관됨 2007-09-29 - 웨이백 머신